# King Night
King Night är den amerikanska musikgruppen Salems debutalbum, utgivet 28 september 2010 på IAMSOUND Records. Albumet fick för det mesta positiva recensioner av musikkritiker. Pitchfork gav albumet en positiv recension med 7.5/10 i betyg.
Angående texterna i låtarna svarade John Holland att han inte bryr sig om folk hör vad texten är. Låttexterna handlar ofta om droger, förhållanden och våld.

## Låtlista
| Nr  | Titel           | Längd |
| --- | --------------- | ----- |
| 1.  | King Night      | 3:49  |
| 2.  | Asia            | 3:38  |
| 3.  | Frost           | 3:29  |
| 4.  | Sick            | 3:24  |
| 5.  | Release da Boar | 5:01  |
| 6.  | Trapdoor        | 4:40  |
| 7.  | Redlights       | 3:43  |
| 8.  | Hound           | 4:38  |
| 9.  | Traxx           | 4:51  |
| 10. | Tair            | 2:14  |
| 11. | Killer          | 4:53  |

| 12. | Water (iTunesbonusspår) | 2:54 |
| 13. | Finna (Amazonbonusspår) | 3:44 |